# Diaphorodesmus attemsi
Diaphorodesmus attemsi är en mångfotingart som beskrevs av Karl Wilhelm Verhoeff 1938. Diaphorodesmus attemsi ingår i släktet Diaphorodesmus och familjen Chelodesmidae. Inga underarter finns listade i Catalogue of Life.